# IOS 13
iOS 13 — тринадцатый крупный выпуск мобильной операционной системы iOS, разработанный Apple Inc. для линейки iPhone, iPod Touch и HomePod. Преемник iOS 12 на этих устройствах, он был анонсирован на Всемирной конференции разработчиков компании (WWDC) 3 июня 2019 года и выпущен 19 сентября 2019 года. На смену ему пришла iOS 14, выпущенная 16 сентября 2020 года.
Начиная с iOS 13 линейки iPad работают под управлением отдельной операционной системы, производной от iOS, под названием iPadOS. И iPadOS 13, и iOS 13 отказались от поддержки устройств с оперативной памятью менее 2 ГБ.
iOS 13 получила в основном положительный отклик от пользователей и критиков.
Первая бета-версия была доступна зарегистрированным разработчикам после основного доклада. Вторая бета-версия была выпущена для зарегистрированных разработчиков 18 июня 2019 года, а первая общедоступная бета-версия — 24 июня 2019 года. Первоначальным выпуском iOS 13 была версия 13.0, которая была выпущена для широкой публики 19 сентября 2019 года.

## История

### Представление и финальный релиз
iOS 13 и iPadOS были представлены на презентации для разработчиков (WWDC19) 3 июня 2019 года. Первая бета-версия доступна только для зарегистрированных разработчиков. Публичная бета-версия была доступна в июле 2019 года, а окончательный релиз для всех пользователей осенью 2019 года.

## Особенности системы

### Конфиденциальность
iOS 13 изменяет обработку данных о местоположении. Когда приложение запрашивает доступ к местоположению, пользователь выбирает, предоставлять ли доступ всякий раз, когда он использует приложение, никогда или только один раз. Пользователь будет получать аналогичные запросы для фонового доступа к местоположению, а также когда приложение запрашивает доступ к Bluetooth или Wi-Fi (что также может использоваться для отслеживания местоположения без согласия).
В августе 2019 года сообщалось, что, начиная с апреля 2020 года, API PushKit для VoIP будет ограничен использованием интернет-телефонии, закрывая «лазейку», которая использовалась другими приложениями для фонового сбора данных.

### Пользовательский интерфейс
Общесистемный темный режим позволяет пользователям включать цветовую схему «светлый на темном» для всего пользовательского интерфейса iOS и iPadOS, всех собственных приложений и поддерживаемых сторонних приложений. Его можно включить вручную или настроить на автоматическое переключение между светлым и темным режимами в зависимости от времени суток.
Индикатор громкости был переработан: большая накладка по центру заменена более тонкой полосой, отображаемой вертикально рядом с клавишами регулировки громкости в книжной ориентации или вверху в альбомной. Баром также можно управлять напрямую.
Элементы карточного пользовательского интерфейса из Apple Music, Apple Podcasts и Apple Books были реализованы в масштабах всей системы, и их могут использовать третьи стороны в своих приложениях.

### Siri
Siri использует сгенерированный программным обеспечением голос под названием «Neural TTS», призванный звучать более естественно, чем в предыдущих версиях, в которых используются фрагменты человеческих голосов. Siri также стала более функциональной и доступно новое управление звуком. Приложение Siri Shortcuts установлено по умолчанию. Siri также использует HomePod для изучения и распознавания голосов разных людей. Siri также может автоматически читать вслух входящие сообщения на AirPods.

### Клавиатура
Виртуальная клавиатура QuickType имеет функцию QuickPath, позволяющую пользователю проводить пальцем по клавиатуре для завершения слов и фраз. Ранее эта функция была доступна исключительно через сторонние приложения для клавиатуры, такие как SwiftKey, Adaptxt, Gboard или Swype. Наклейки с эмодзи были включены в клавиатуру с эмодзи, и их можно использовать везде, где можно использовать обычные смайлики.

### Редактирование текста
В iOS 13 и iPadOS 13 добавлен новый общесистемный интерфейс жестов для вырезания, копирования, вставки, отмены и повтора. Смахивание тремя пальцами влево или вверх отменяет действие; три пальца вправо или вниз будут повторяться. Одно нажатие тремя пальцами скопирует, второе — вырезание, а разведение тремя пальцами — вставку. Одно касание тремя пальцами вызовет контекстное меню со всеми пятью параметрами.
Синий текстовый курсор можно перемещать по текстовым полям, нажав и удерживая его, чтобы взять и переместить. Также было добавлено много новых опций для выделения текста: двойное нажатие на слово выделяет его, тройное нажатие выделяет предложение, а четырехкратное нажатие на абзац выделяет его.

### Вход с Apple
Новая служба единого входа, известная как «Вход с Apple», интегрирована с iOS 13 и позволяет пользователям создавать учетные записи для сторонних служб с минимальным объемом личной информации.При желании пользователи могут создавать одноразовые адреса электронной почты для каждой учетной записи, повышая конфиденциальность и анонимность и уменьшая объем информации, которая может быть связана с одним адресом электронной почты.
Все приложения iOS, поддерживающие вход через социальные сети сторонних производителей, должны реализовать функцию «Войти через Apple». В рекомендациях по человеческому интерфейсу iOS также указано, что функция «Войти через Apple» должна иметь приоритет над любым другим поставщиком входа в интерфейсы приложений.

### Производительность
iOS 13 содержит несколько улучшений производительности. Идентификатор лица разблокирует iPhone X, XS / XS Max и XR на 30% быстрее, чем на iOS 12. Новый формат файла позволяет загружать приложения на 50% меньше, обновлять приложения на 60% меньше и запускать приложения. в два раза быстрее.

### Увеличитель срока службы батареи
Подобно многим ноутбукам, в iOS 13 есть функция ограничения процента зарядки аккумулятора до 80%.
Сохранение процентного содержания батареи более центрированным, а не полным зарядом и разрядом снижает нагрузку на батарею. Это уменьшает старение литий-ионного аккумулятора и продлевает срок его службы.

### Core Haptics
iOS 13 представила новую платформу Core Haptics. До iOS 13 приложения могли предоставлять только тактильные шаблоны по умолчанию. Core Haptics дает разработчикам более детальный контроль над Taptic Engine iPhone, включая синхронизированный звук, что позволяет приложениям обеспечивать настраиваемую тактильную и звуковую обратную связь. Эта функция доступна только на iPhone 8 или новее. Он также не поддерживается на iPod Touch из-за отсутствия тактильного двигателя в этих устройствах.

### Внешнее хранилище
В iOS 13 появилась возможность подключения к внешним USB-накопителям. Хотя в первую очередь он предназначен для флэш-накопителей и жестких дисков, широкий спектр дисковых USB-устройств будет работать благодаря поддержке iOS подкласса SCSI для USB Mass Storage. Собственные дисковые устройства SCSI также будут работать при использовании с адаптером SCSI-USB.

### API уведомления о воздействии
20 мая 2020 года Apple выпустила iOS 13.5, которая включает в себя API-интерфейс уведомления об экспозиции, который обеспечивает доступ к системе отслеживания контактов Apple / Google, сохраняющей конфиденциальность, которую Apple разработала совместно с Google. Это предусмотрено для поддержки цифрового отслеживания контактов, которое стало известно во время пандемии COVID-19.

### АRKit 3
ARKit 3 был выпущен как часть iOS 13 и принес новые функции, такие как окклюзия людей, которые позволяли объектам AR находиться впереди или позади людей более реалистично. Новые функции были ограничены устройствами с процессорами A12 и новее, такими как iPhone XS, iPhone XR и iPad Pro 2018 года. Другими особенностями ARKit 3 были множественное отслеживание лиц и совместные сеансы.

### АRKit 3.5
Выпущенный вместе с iPad Pro 2020 года, ARKit 3.5 значительно улучшил позиционирование в виртуальной среде благодаря новым привязкам и использованию данных со сканера LiDAR. Он также улучшил захват движения и окклюзию людей.

### Другие изменения
Версия iOS для устройств iPad была переименована в iPadOS, отражая приоритет ОС для включения дополнительных функций, предназначенных в первую очередь для использования на планшетах.
В iOS 13 добавлена официальная поддержка Sony DualShock 4 и контроллера Microsoft Xbox One. В iOS 13 также добавлена поддержка беспроводного обмена аудио для AirPods и некоторых наушников Beats.
Новый жест множественного выбора доступен в поддерживаемых приложениях, таких как «Файлы» и «Почта». Несколько элементов, таких как файлы или сообщения электронной почты, можно быстро выбрать, проведя двумя пальцами по нужным элементам.

## Нововведения

### Dark Mode (тёмный режим)
Был представлен «тёмный режим», позволяющий включать тёмную цветовую схему для системных приложений, а также для пользовательского интерфейса iOS и iPadOS. Компания Apple заявляет, что разработчики сторонних приложений из App Store также могут добавлять «тёмный режим» в свои приложения.

### Обновление клавиатуры
Встроенная клавиатура iOS 13 теперь имеет QuickPath — функция позволяет пользователю проводить пальцем по клавиатуре, чтобы составить предложение или ввести какое-либо слово. Ранее эта функция была доступна исключительно через некоторые сторонние приложения для клавиатуры из App Store.

### Вход с Apple ID[31]
Теперь можно использовать учётную запись Apple ID для безопасного входа в различные приложения.

### Apple Arcade
Появился новый сервис Apple Arcade, где за 199₽ можно играть в различные игры.

### Нововведения в приложении «Здоровье»
Теперь в приложении «Здоровье» можно отслеживать женские циклы.

### Улучшения дизайна
Новый ползунок громкости; в центре управления теперь можно настраивать Wi-Fi и Bluetooth; поддержка сторонних шрифтов.

### Доступ к геолокации на один раз
Чтобы предоставить пользователю больше контроля над тем, к каким данным приложения получают доступ, в iOS 13 можно дать разрешение только на один раз.

### Полноценный фоторедактор[33]
С приходом iOS 13 в стандартную галерею встроен самый настоящий графический редактор с контролем яркости и контрастности, экспозиции и других параметров

### Haptic Touch
В iOS 13 для iPhone SE (1 поколения), XR и iPod touch (7 поколения) была добавлена поддержка Haptic Touch (программный аналог 3D Touch). В iPhone 11 эта функция заменила собой 3D Touch

## История версии
- iOS 13.0 — вышла 19 сентября 2019 года
- iOS 13.1 — вышла 24 сентября 2019 года и содержала мелкие улучшения
- iOS 13.1.1 — вышла 27 сентября 2019 года и содержала исправления ошибок
- iOS 13.1.2 — вышла 30 сентября 2019 года и содержала исправления ошибок
- iOS 13.1.3 — вышла 15 октября 2019 года и содержала исправления ошибок
- iOS 13.2 — вышла 28 октября 2019 года. Среди нововведении система DeepFusion (только для iPhone 11), поддержка AirPods Pro, новые настройки конфиденциальности для Siri и другие улучшения
- iOS 13.2.2 — вышла 7 ноября 2019 года и содержала исправления ошибок
- iOS 13.2.3 — вышла 18 ноября 2019 года и содержала исправления ошибок
- iOS 13.3 — вышла 10 декабря 2019 года и содержала мелкие улучшения
- iOS 13.3.1 — вышла 28 января 2020 года и содержала исправления ошибок
- iOS 13.4 — вышла 24 марта 2020 года. Среди нововведении предиктивный ввод на арабском языке, поддержка сторонних приложений для навигации в CarPlay, новые Memoji и другие улучшения
- iOS 13.4.1 — вышла 7 апреля 2020 года и содержала исправления ошибок
- iOS 13.5 — вышла 20 мая 2020 года. Это было экстренное обновление, вызванное пандемией COVID-19
- iOS 13.5.1 — вышла 1 июня 2020 года и содержала улучшения безопасности
- iOS 13.6 — вышла 15 июля 2020 года. Среди нововведении новая категория симптомов в приложении «Здоровье», поддержка цифровых ключей для автомобилей и другие улучшения
- iOS 13.6.1 — вышла 12 августа 2020 года и содержала исправления ошибок
- iOS 13.7 — вышла 1 сентября 2020 года. В этом обновлении появилась возможность присоединиться к системе уведомлений о контакте с COVID‑19 без загрузки соответствующего приложения.

## Восприятие
iOS 13 получила в основном положительный отклик от пользователей и критиков.
Некоторые преимущества, которые отмечали пользователи:
- Улучшение работы с текстом. Логика работы с текстом стала более удобной, жесты интуитивными и легко запоминающимися.
- Тёмная тема. С ней интерфейс фирменных приложений окрашивается в чёрный цвет, а текст становится белым.
- Новая регулировка громкости. Вместо громоздкого квадрата на весь экран показывается миниатюрный ползунок в левом углу экрана[35].
- Memoji. Анимированные смайлики добавляются в наборы стикеров, встроенных в клавиатуру, и ими можно пользоваться в сообщениях и сторонних приложениях.

Однако были и некоторые недостатки, которые вызывали недовольство пользователей:
- Несовместимость с некоторыми моделями iPhone. Например, iOS 13 не работала с iPhone 6.
- Уведомления о вызовах. Они занимали весь экран, что некоторым пользователям казалось навязчивым.
- Отказ от 3D Touch. Пользователи, у которых были телефоны с 3D Touch, могли потерять некоторые функции[37].
- Недоработки. Бывший разработчик Apple Дэвид Шейер отмечал, что в iOS 13 было много багов.

### Проблемы
После выпуска iOS 13 возник ряд проблем, некоторые из которых были связаны с разрядкой аккумулятора, сбросом вызовов и неработающими мелодиями звонка, что приводило к частым обновлениям программного обеспечения и исправлениям. Несмотря на частые выпуски исправлений ошибок, в обновлениях появились новые проблемы.
Другие проблемы включали неправильное оформление плейлистов пользователя. Пользователи сообщили, что обложка повторяется для некоторых плейлистов или использует другое изображение.

## Устройства
iOS 13 требует минимум 2 ГБ оперативной памяти. Прекращена поддержка всех iPhone, iPod touch и iPad, использующих SoC Apple A7, а также устройств с 1 ГБ оперативной памяти: iPhone 5S, iPhone 6/6 Plus, iPod touch (6-го поколения), iPad mini 2 и iPad mini 3.
HomePod использовал iOS 13 в качестве основы для системного программного обеспечения до выпуска iOS 13.4, где базовое программное обеспечение было изменено на tvOS.
Чтобы еще больше разграничить функции iPhone и iPad, Apple провела ребрендинг платформы, ориентированной на планшеты, на собственную операционную систему iPadOS.
- iPhone 6S
- iPhone 6S Plus
- iPhone SE
- iPhone 7
- iPhone 7 Plus
- iPhone 8
- iPhone 8 Plus
- iPhone X
- iPhone XR
- iPhone XS
- iPhone XS Max
- iPhone 11
- iPhone 11 Pro
- iPhone 11 Pro Max
- iPhone SE (2-го поколения)
- iPod touch (7 поколения)